# Gueorgui Khrouslov

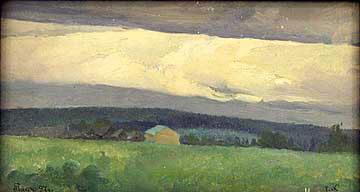
L'Été (1897 - Huile sur carton - Musée de Lugansk)

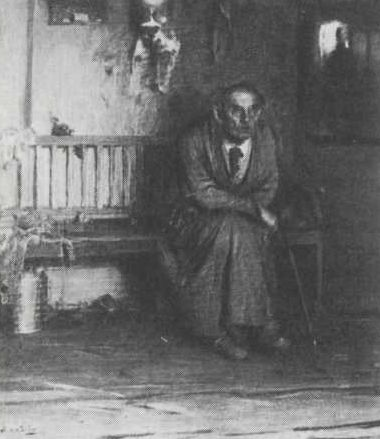
Portrait de Iegor Khrouslov par Abram Arkhipov

Gueorgui Moïssevitch Khrouslov (ou Iegor Moïssevitch Khrouslov, russe : Георгий (Егор) Моисеевич Хруслов ; né en 1861 et mort en 1913) est un peintre paysagiste russe, conservateur de la galerie Tretiakov.

## Biographie
Iegor Khrouslov est né en 1861. Il fait ses études à l'École de peinture, de sculpture et d'architecture de Moscou,. 
Membre des Ambulants depuis 1894, il présente ses tableaux à leurs expositions de 1895 à 1923,. Il est également délégué de la société pour l'organisation des expositions  
Il est nommé en 1899 conservateur de la Galerie Tretiakov, fonction qu'il occupera pendant presque quatorze ans.  
Il enseigne également et reçoit le titre d'académicien en 1909. 
Il se suicide en 1913, en se jetant sous un train, après la lacération du tableau de Répine Ivan le Terrible tue son fils. Il était atteint de tuberculose.

## Œuvre et travaux
Des œuvres de Khrouslov sont exposées à la Galerie Tretiakov et dans d'autres musées de Russie.
Sa correspondance avec Ivan Chichkine est conservée, ainsi que d'autres documents, aux Archives d'État de la littérature et de l'art de Russie

## Faits notables
Iegor Khrouslov se rendait pour les congés d'été dans la propriété des frères Morozov, où ceux-ci peignaient sous sa direction des études d'après nature. Mikhaïl Morozov et Ivan Morozov ont fait également avec lui des voyages sur la Volga et dans le Caucase. Le peintre leur donnait des leçons en dehors de ces séjours.